# Isòtops del bohri
El bohri (Bh) no té cap isòtop estable. S'han caracteritzat 16 isòtops, el més estable dels quals és el 267Bh, amb un període de semidesintegració de 22 segons.

## Taula
| Símbol del núclid | Z(p)                | N(n)                | massa isotòpica(u)  | període de semidesintegració | Espín nuclear | composició isotòpics representativa (fracció molar) | rang de variació natural (fracció molar) |
| Símbol del núclid | energia d'excitació | energia d'excitació | energia d'excitació | període de semidesintegració | Espín nuclear | composició isotòpics representativa (fracció molar) | rang de variació natural (fracció molar) |
| ----------------- | ------------------- | ------------------- | ------------------- | ---------------------------- | ------------- | --------------------------------------------------- | ---------------------------------------- |
| 260Bh             | 107                 | 153                 | 260.12197(62)#      | 0.3# ms                      |               |                                                     |                                          |
| 261Bh             | 107                 | 154                 | 261.12166(25)#      | 13(4) ms [12(+5-3) ms]       |               |                                                     |                                          |
| 262Bh             | 107                 | 155                 | 262.12289(37)#      | 290(160) ms                  |               |                                                     |                                          |
| 262mBh            | 300(60) keV         | 300(60) keV         | 300(60) keV         | 14(4) ms                     |               |                                                     |                                          |
| 263Bh             | 107                 | 156                 | 263.12304(39)#      | 200# ms                      |               |                                                     |                                          |
| 264Bh             | 107                 | 157                 | 264.1246(3)#        | 1.3(5) s [0.44(+60-16) s]    |               |                                                     |                                          |
| 265Bh             | 107                 | 158                 | 265.12515(41)#      | 0.9(+7-3) s                  |               |                                                     |                                          |
| 266Bh             | 107                 | 159                 | 266.12694(22)#      | 5(3) s                       |               |                                                     |                                          |
| 267Bh             | 107                 | 160                 | 267.12765(28)#      | 22(10) s [17(+14-6) s]       |               |                                                     |                                          |
| 268Bh             | 107                 | 161                 | 268.12976(41)#      | 25# s                        |               |                                                     |                                          |
| 269Bh             | 107                 | 162                 | 269.13069(44)#      | 25# s                        |               |                                                     |                                          |
| 270Bh             | 107                 | 163                 | 270.13362(50)#      | 30# s                        |               |                                                     |                                          |
| 271Bh             | 107                 | 164                 | 271.13518(60)#      | 40# s                        |               |                                                     |                                          |
| 272Bh             | 107                 | 165                 | 272.13803(65)#      | 10(+12-4) s                  |               |                                                     |                                          |
| 273Bh             | 107                 | 166                 | 273.13962(89)#      | 90# min                      |               |                                                     |                                          |
| 274Bh             | 107                 | 167                 | 274.14244(84)#      | 90# min                      |               |                                                     |                                          |
| 275Bh             | 107                 | 168                 | 275.14425(70)#      | 40# min                      |               |                                                     |                                          |